# Aristodem el covard
Aristodem (en llatí Aristodemus, en grec antic Ἀριστόδημος) fou un soldat espartà que estava malalt, un dels 300 enviats a la Batalla de les Termòpiles, juntament amb el seu amic Èurit. El rei Leònides I els va autoritzar a tornar a casa.
Èurit va desobeir el mandat i va tornar a la lluita i va morir amb els 300. Aristodem va tornar a Esparta. Els espartans el van declarar ἄτιμος ("átimos", proscrit o condemnat a l'atímia), i se li va aplicar la denominació de tresant. Segons Diodor de Sicília ningú li va donar llum per al seu foc ni ningú no parlava amb ell. Se'l va anomenar Aristodem el covard (ὁ τρέσας "o trésas", el que fuig).
Avergonyit pels seus conciutadans, l'any següent, a la batalla de Platea, va actuar amb gran valor i amb molta fúria, volent fer-se perdonar la ignomínia que havia caigut sobre ell, i hi va deixar la vida. Els espartans, encara que li van retirar la ἀτιμία (proscripció), li van negar els honors que li corresponien, segons explica Heròdot.